# Correbidia steinbachi
Correbidia steinbachi är en fjärilsart som beskrevs av Rothschild 1912. Correbidia steinbachi ingår i släktet Correbidia och familjen björnspinnare. Inga underarter finns listade i Catalogue of Life.